# Limón (provincie)
Limón je jednou ze sedmi kostarických provincií. Rozkládá se na východu země při pobřeží Karibského moře. Jeho tropické klima a poloha jsou příhodné pro turistiku. Většina obyvatelstva je afrického původu (potomci afrických otroků z 18. století). Používá se zde kreolizovaný jazyk vzniklý ze španělštiny, angličtiny a původních indiánských jazyků.
Tato provincie se skládá z 6 kantonů:
- Guácimo (Guácimo)
- Limón (Puerto Limón)
- Matina (Matina)
- Pococí (Guápiles)
- Siquirres (Siquirres)
- Talamanca (Bribri)